# 靈視少年
《靈視少年》是由後藤冬吾原作和松浦健人繪畫的動作黑暗奇幻作品，於2020年8月31日至2021年4月5日間在《週刊少年Jump》上連載，單行本全4卷。

## 劇作簡介
喜歡幫助別人的少女哀別理久在救助一位朋友後，被同校的學生，人稱「靈感少年」的靈媒師少年片儺木伊織叫住，知道自己被靈怪附身且自己為「招魂體」的事實。起初且奉行個人主義的片儺木並不願幫助哀別，但在其姐姐片儺木彌生的命令後還是決定調查靈怪的真面目。驅除靈怪後，片儺木的姐姐命令其保護哀別，自此開始一起狩獵的旅程。

## 登場人物
配音聲優來自《週刊少年Jump》在YouTube發佈的官方有聲漫畫。
片儺木伊織（Iori Katanagi，聲：下川涼）
本作男主角。夜生的弟弟，喜歡獨處的高中二年級生，其他學生都稱他作「靈感少年」
所屬於「隱」的靈媒師，有著操縱影子的能力，使役著一名叫「隱形鬼」的強大靈怪，但若召喚過度的話則有可能被祂反噬。
性格乖僻且喜愛獨處，但非常害怕夜生，但與她合作時卻被人形容為「無敵的組合」，以「不為他人而只為自己行動」為個人原則，初時並不願意幫助哀別，後在姐姐的命令下才答應驅除靈怪以及在此之後保護哀別。
此前曾受命保護「招魂體」雪月風花，但卻在與千手童子交戰時被其所救，並知道她是因為一直幫自己吸收靈障才死後變得不再輕易使用力量，更曾一度辭去靈媒師的工作。
哀別理久（Riku Aibetsu，聲：宮島惠美）
本作女主角。高中二年級生，父親為警察，母親則為護士，受他們影響之下育成心地善良、樂於助人的性格。
有著感知危險的能力，常幫助朋友排除萬難，但實際上因為其擁有「招魂體」的體質，變相容易招惹靈怪，被片儺木姐弟發現後成為伊織的保護對象。
在多次被伊織保護後自知能力不足，於是接受研真的特訓，並習得能將靈怪和人分開的「分靈結界」，成功助伊織撃退千手童子其旗下的兩位「寄宿體」。
片儺木夜生（Yayoi Katanagi，聲：山田唯菜）
伊織的姐姐，穿著黑色禮服並用兩張交叉的符咒遮蓋雙眼的神秘女性。
「隱」的首領，屬下僅有7人，有著在靈媒師數一數二的實力，強大到甚至能扭曲空間。
大井川研真（Kenma Ooikawa，聲：長岡弘平）
高中二年級生，靈媒師集團「隱」的成員之一，伊織的同僚，帶著眼鏡的冷酷少年，被伊織稱作「天狗保母」。
天狗使，視其使役的天狗「五郎」、「六郎」和「七郎」為親人，會不顧一切保護牠們，武器是一把被三隻天狗強化過的錫杖，並通過搖出聲響來召喚牠們。
佐竹與次郎（Yojiro Satake，聲：川島零士）
高中一年級生，伊織的後輩，專門負責收集情報的靈媒師，並擔任靈媒師集團「隱」和「神靈會」的任務仲介。
黒瀨千尋（Chihiro Kurose）
靈媒師集團「神靈會」的成員。身穿西裝，喜歡跟女性搭訕的輕浮男性。
受夜生所託與伊織一起調查涉及「千手童子」的「招魂體」連環失蹤事件，自稱為靈媒師業界的年輕王牌，使用打火機召喚出火焰作戰。
近藤亞希（Kondo Aki）
靈媒師集團「神靈會」的成員，身穿西裝的女性，「狗賓使」。能召喚出以鎖鏈繫著的狗，並通過其製造出的能量彈作戰，必要時候更會讓狗賓咬自己，來強化自己速攻對手。
小町紬慈（Tsumuji Komachi）
曾受伊織所救，因此喜歡上他的一年級生，經神崎正道施以「手術」後被靈怪附身，遂請求伊織相助，後附身在其身上的靈怪被伊織、哀別和黑瀨聯手驅除。
千手童子（Senjudoji）
伊織的宿敵，在其國中三年級時與他對峙，並致使伊織保護的「招魂體」雪月風花身亡。
「招魂體」連環失蹤事件的始作俑者，後在伊織、哀別和黑瀨的合作下遭擊退，其已與人類的同化的手臂亦被斬下。
旗下有多位被其給予手臂的「寄宿體」，包括「雨男」、「鬼指姬」、「蟲的預感」、「群像劇」、「人偶師」蕾塔（艾米莉亞）和神崎正道，其中後兩者已被擊敗。

## 出版書籍
《靈視少年》最初是原作後藤冬吾自己投稿、自己作畫的短篇，於2016年10月贏得JUMP寶物新人漫畫賞佳作，並發表在《Jump GIGA》2017 vol.1上。之後後藤開始與松浦健人合作，新繪製的版本於2018年贏得第13屆金未來杯。最終於2020年開始在《週刊少年Jump》上連載，之後在2021年完結 。漫畫的英文數位版Viz Media和Manga Plus發行。
| 冊數 | 集英社 | 集英社        | 集英社                 | 東立出版社   | 東立出版社    | 東立出版社             |
| 冊數 | 副標題 | 發售日期      | ISBN                   | 副標題       | 發售日期      | ISBN                   |
| ---- | ------ | ------------- | ---------------------- | ------------ | ------------- | ---------------------- |
| 1    |        | 2020年12月4日 | ISBN 978-4-08-882515-1 | 靈感少年     | 2022年1月10日 | ISBN 978-957-26-7131-3 |
| 2    |        | 2021年2月4日  | ISBN 978-4-08-882551-9 | 吸引者失蹤案 | 2023年4月14日 | ISBN 978-957-26-7132-0 |
| 3    |        | 2021年4月30日 | ISBN 978-4-08-882551-9 |              |               |                        |
| 4    |        | 2021年7月2日  | ISBN 978-4-08-882711-7 |              |               |                        |

## 反應
2020年12月，《靈視少年》第1卷單行本的銷售情況超乎預期，其初版在出版不久後便售罄，需要集英社發行再版。2021年3月22日，官方公布僅有兩卷的《靈視少年》單行本發行量已突破10萬。2021年7月2日最終卷發售後，官方公布總發行量突破25萬。

## 外部連結
- 《靈視少年》週刊少年Jump官方網站（日語）